# برونو هنریکه کورسینی
برونو هنریکه کورسینی (انگلیسی: Bruno Henrique Corsini؛ زادهٔ ۲۱ اکتبر ۱۹۸۹) بازیکن فوتبال اهل برزیل است.
از باشگاه‌هایی که در آن بازی کرده‌است می‌توان به باشگاه فوتبال کورینتیانس، باشگاه فوتبال پالرمو و باشگاه فوتبال الاتحاد اشاره کرد.